# Imgenbroich
Imgenbroich [ˈɪmʃn̩ˌbʁoːx] ist ein Stadtteil von Monschau in der Städteregion Aachen und liegt direkt oberhalb Monschaus auf den Eifelhöhen.

## Geschichte
Imgenbroich wird erstmals in einer Tausch-Urkunde vom 25. Juni 1361 erwähnt, in der damaligen Schreibweise „Ymgenbroich“. Die Siedlung gehörte zum Amt Monschau im Herzogtum Jülich.
Die einheimische Tuchmacherfamilie um Matthias Offermann (um 1670) war maßgeblich an der Entwicklung beteiligt. Die Blütezeit lag zwischen 1770 und 1790. Die wenigen, aber bedeutenden evangelischen Tuchmacherfamilien bauten sich einen Friedhof und eine Kirche in Menzerath (1683). 1838 bekam Imgenbroich eine eigene evangelische Kirche, kurz zuvor wurde eine evangelische Schule eingerichtet. Die heutige katholische Kirche geht auf einen Kapellenbau von 1690 zurück.
Wie das gesamte Monschauer Land gehörte auch Imgenbroich bis zum Ende des 18. Jahrhunderts zum Herzogtum Jülich. Nachdem 1794 das gesamte Linke Rheinufer während des Ersten Koalitionskrieges besetzt war, gehörte das Gebiet von 1798 bis 1814 zu Frankreich. Imgenbroich gehörte zum Kanton Montjoie im Arrondissement Aachen im Rur-Département und war Sitz einer Mairie, von der aus auch die Gemeinden Konzen, Mützenich und Eicherscheid verwaltet wurden. Aufgrund der 1815 auf dem Wiener Kongress getroffenen Vereinbarungen wurde das Gebiet dem Königreich Preußen zugeordnet. Imgenbroich war von 1816 an Sitz einer Bürgermeisterei (1927 umbenannt in Amt) im Kreis Montjoie im Regierungsbezirk Aachen und von 1822 bis zum Ende des Zweiten Weltkriegs Teil der Rheinprovinz.
Zwischen 1883 und 1966 wurde eine Landwirtschaftliche Winterschule unterhalten.
Zu Ende des Zweiten Weltkrieges wurde Imgenbroich fast vollständig durch Granaten zerstört, insbesondere auch die Patrizierhäuser der Tuchmacherzeit. Seit den 1970er Jahren findet eine verstärkte Industrieansiedlung in Imgenbroich statt.
Bis Ende 1971 gehörte Imgenbroich als eigenständige Gemeinde zum damaligen Kreis Monschau im Regierungsbezirk Aachen. Durch das Aachen-Gesetz wurden zum 1. Januar 1972 sowohl der Kreis als auch der Regierungsbezirk aufgelöst und Imgenbroich in die Stadt Monschau eingegliedert.

### Name
Der Namensteil Imgen stammt vermutlich von dem mittelalterlichen Personennamen Imicho ab.
Eine andere Theorie besagt, dass Imgen von einem römischen Gut abstammt, welches in diesem Gebiet lag.
-broich bedeutet Bruch, Moor. Große Teile Monschaus liegen im Gebiet des Hohen Venns

### Wappen

Wappen des ehem. Amtes Imgenbroich

| Wappen der früheren Gemeinde Imgenbroich | Blasonierung: „In Silber (Weiß) eine zwölfblättrige schwarze Rosette; in der silbernen (weißen) Mitte ein rotes Weberschiffchen.“ |
| Wappen der früheren Gemeinde Imgenbroich | Wappenbegründung: Das von Joseph Decku entworfene Wappen wurde 1956 vom nordrhein-westfälischen Innenminister verliehen. Rosette und Weberschiffchen erinnern an die Tuchmacherzeit in der Gemeinde, welche ihre Blütezeit im 18. Jahrhundert hatte. Aus dieser Zeit stammen die größtenteils im 2. Weltkriegs zerstörten, reich verzierten (Rosette), repräsentativen Wohnhäuser und Fabrikationsgebäude. Die Türanlage des Tuchfabrikanten Christian Offermann diente als Vorlage für das Wappen. |

## Wirtschaft und Infrastruktur

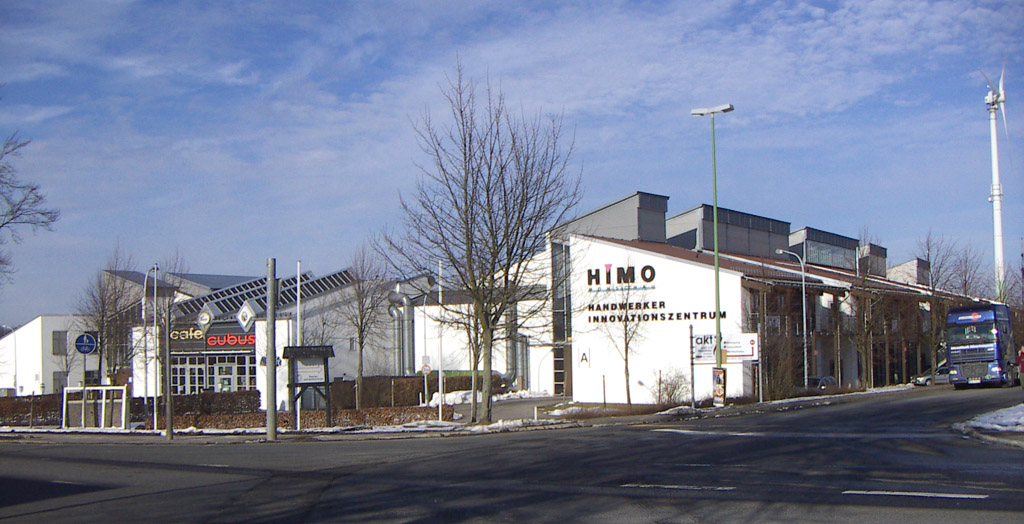
HIMO

Imgenbroich ist das Einkaufs- und Industriezentrum Monschaus. Im Industriegebiet befindet sich unter Anderen das HIMO (Handwerker-Innovationszentrum Monschau), das jungen Betrieben und Existenzgründern Büro- und Produktionsräume zu günstigen Konditionen bietet, sowie eine der größten deutschen Offset-Druckereien „Weiss Druck“, die zu den bedeutenden Arbeitgebern der Region zählt. Im Ortsteil Hargard befindet sich die zweite Jugendherberge Monschaus. Der Ort wird von der Bundesstraße 258 erschlossen.
Die AVV-Buslinien 66, 82, 84, 85 und SB66 der ASEAG verbinden Imgenbroich mit Monschau, Aachen, Roetgen und Simmerath. Zusätzlich verkehrt der NetLiner. Während der Sperrung (ab November 2024 für etwa zwei Jahre) der B258 in Konzen kann der Nachtexpress N60 Imgenbroich aus Zeitgründen nicht bedienen.
| Linie             | Betreiber | Verlauf |
| ----------------- | --------- | --- |
| 66                | ASEAG     | Während der Sperrung der B258 in Konzen wird Konzen nur vom Schülerverkehr und vom NetLiner bedient. Aachen Bushof – Kaiserplatz – Josefskirche – Bf Rothe Erde – Forst – Brand – Kornelimünster – Walheim – Friesenrath – Roetgen –Konzen Bf. – Breitestr. – Am Gericht – Imgenbroich – Monschau        |
| 82                | ASEAG     | Simmerath – (Konzen –) Imgenbroich – Monschau Altstadt |
| 84                | ASEAG     | Monschau Altstadt – Höfen – Alzen – Rohren – Widdau – Imgenbroich |
| 85                | ASEAG     | Imgenbroich – / Monschau Altstadt – Mützenich – Reichenstein – Kalterherberg Kirche – Kalterherberg Oberdorf – Kleinfrankreich |
| SB66              | ASEAG     | Während der Sperrung der B258 in Konzen wird Konzen nur vom Schülerverkehr und vom NetLiner bedient. Schnellbus: Aachen Bushof – Kaiserplatz – Scheibenstraße – Bf Rothe Erde – Brand – Kornelimünster – Walheim – Friesenrath – Roetgen – Konzen Bf. – Breitestr. – Am Gericht – Imgenbroich – Monschau |
| NetLiner Monschau | ASEAG     | NetLiner: Fährt 30 min. nach der Buchung. Fährt Mo–Fr von 8–12 Uhr und von 15–21 Uhr. Bedient: Monschau Altstadt, Imgenbroich, Konzen, Mützenich, Kalterherberg, Höfen, Alzen, Rohren, und Widdau |

## Schulen
Der Grundschulstandort in Imgenbroich wurde 2019 zu Gunsten des Standorts in Konzen aufgegeben. Schülern mit Hauptschul-, Realschul- und Gymnasialempfehlung steht die 2013 eröffnete Sekundarschule Nordeifel und das 1835 gegründete St. Michael-Gymnasium in Monschau zur Verfügung. Schüler mit Migrationshintergrund und den daraus resultierenden gravierenden Sprachschwierigkeiten besuchen die internationale Klasse am St. Michael-Gymnasium.

## Baudenkmäler

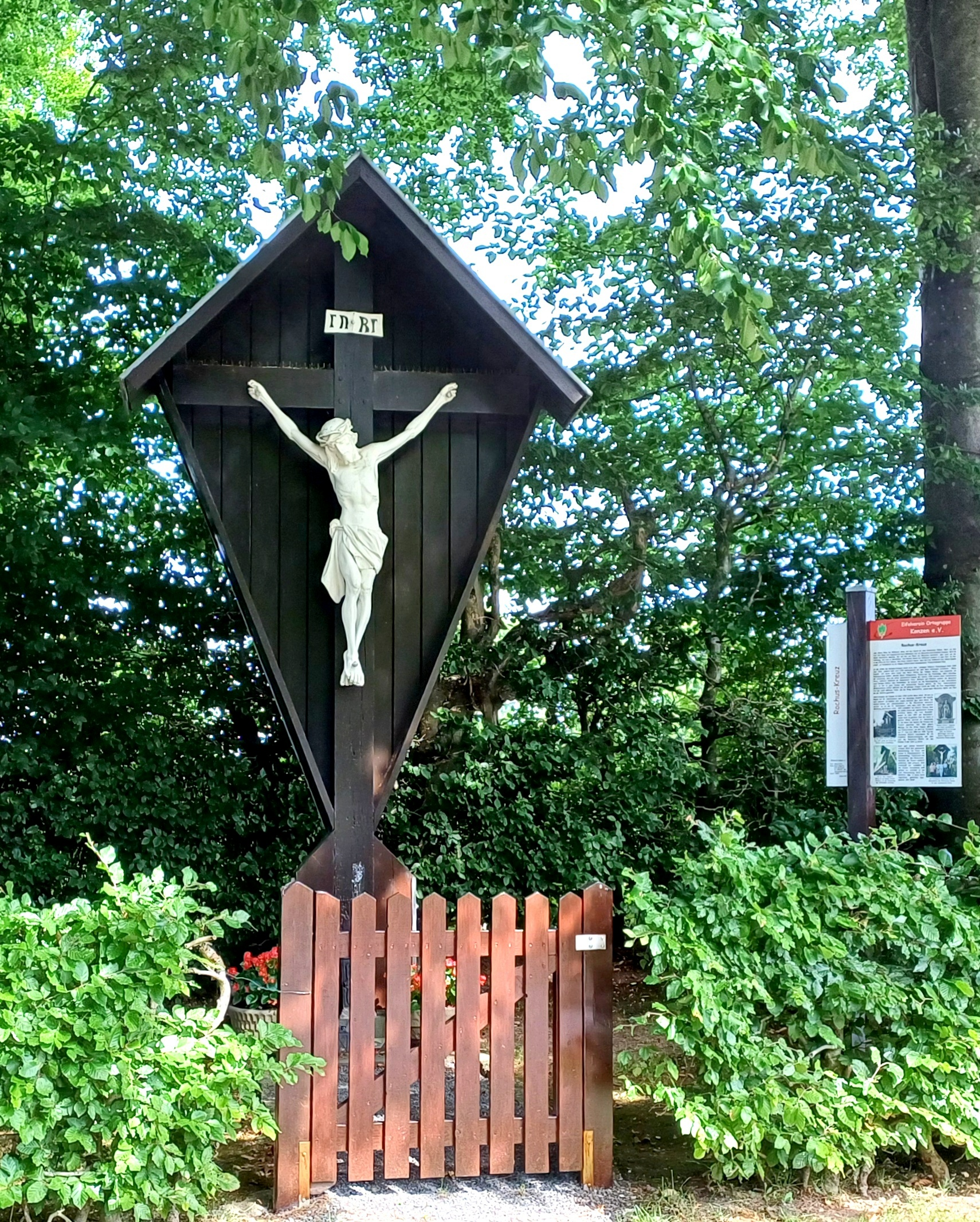
Denkmalgeschütztes Rochuskreuz am ehem. Ort der Rochuskapelle

## In Imgenbroich geboren
- Christian Eduard Boettcher (1818–1889), Maler
- Carl Delius (1846–1914), Unternehmer